# Ehrenbürger an Hochschulen
Die Ehrenbürgerwürde an Hochschulen ist eine gezielt geschaffene akademische Auszeichnung aus Deutschland. 1919 berieten Rektoren auf der Rektorenkonferenz zum Antrag, Männer und Frauen, „die sich in anderer als rein wissenschaftlicher Weise um die Universitäten verdient gemacht haben, insbesondere durch bedeutendere materielle Zuwendungen, die Erteilung eines von der gesamten Universität, nicht den einzelnen Fakultäten ausgehenden Ehrenbürgerbriefes“ zu würdigen. Der Grund war, „in Zukunft alles zu tun, um den Schein zu vermeiden, als ob der Ehrendoktortitel lediglich durch Geldleistungen erworben werden könne“, wie sie 1918 erklärt hatten.
Weil moderne Hochschulen mit ihren Laboren und vielen Studenten großen Geldbedarf entwickelten, war damals im kriegsgeschüttelten Deutschland die Findigkeit gefragt, außerstaatliche Mittel zu gewinnen. Deshalb entstanden an ihnen auch Vereinigungen der „Freunde und Förderer“ seit 1917.
Die Anregung der Rektorenkonferenz von 1919 wurde teilweise schnell umgesetzt, so in Heidelberg, Bonn und Rostock. Neben der Bezeichnung Ehrenbürger wurde allgemein die Würde eines Ehrensenators oder eines Ehrenmitgliedes eingeführt. Dies wurde nicht einheitlich praktiziert. Bald wurden auch Bezeichnungen verändert. Es entwickelte sich die Einschätzung, dass am geringsten das Ehrenmitglied gilt und am meisten der Ehrensenator, der bisweilen auch im Briefkopf als „Senator e. h.“ geführt wird. Schon in der Anfangszeit kam es zu Ehrungen an Frauen, so an der Universität Frankfurt am Main.
Im „Dritten Reich“ kam es zu Aberkennungen durch die Nationalsozialisten. Nach dem Zweiten Weltkrieg begann die Annullierung von Verleihungen der Ehrenbürgerwürde an deutschen Hochschulen an Nationalsozialisten.